# Espunyidella

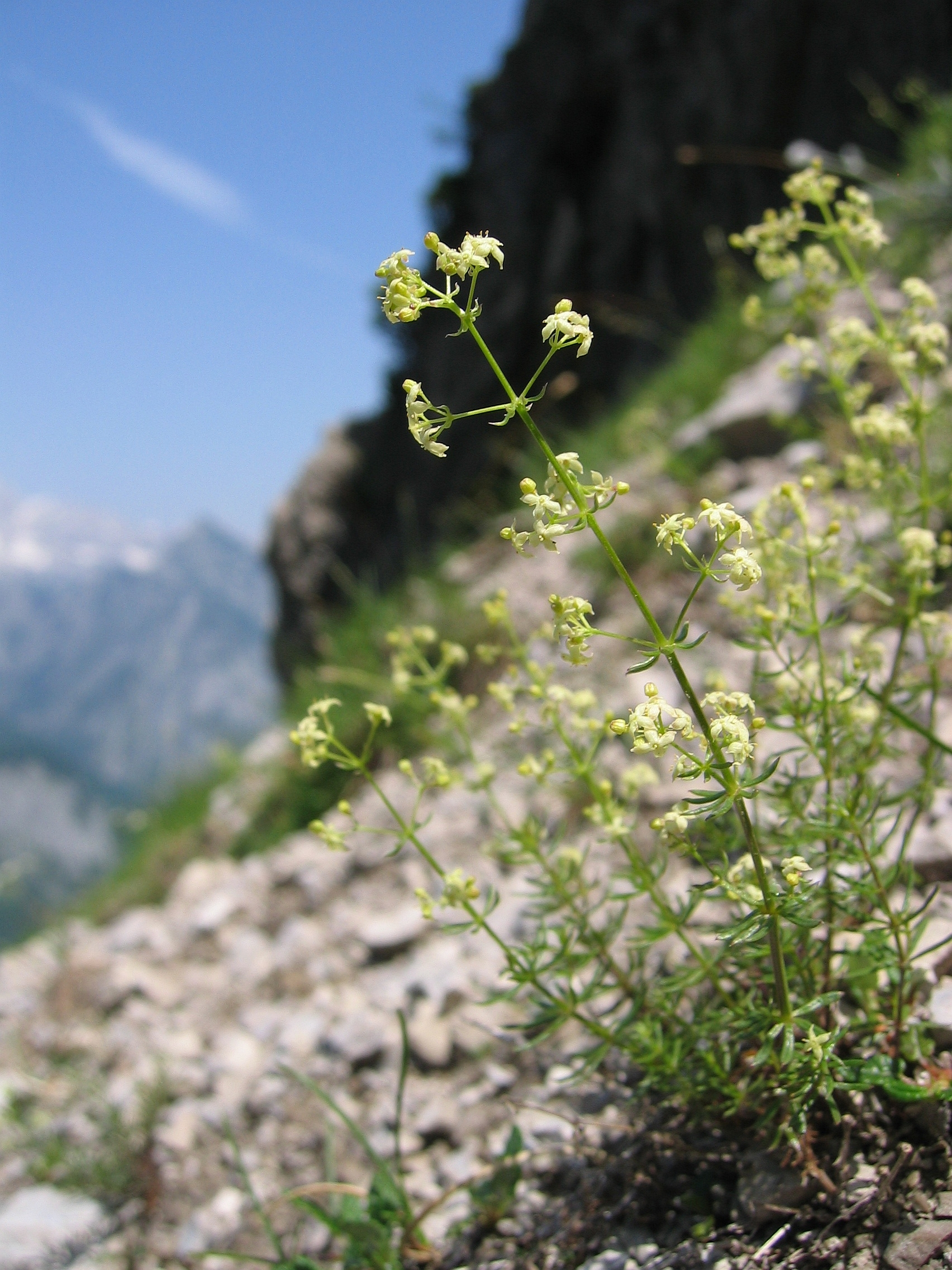
Galium truniacum

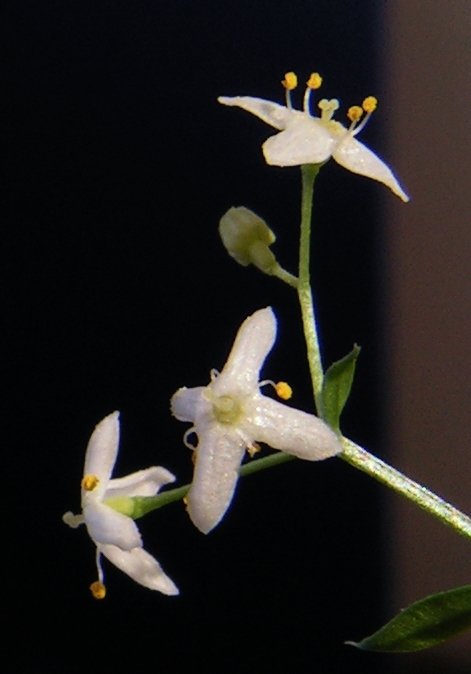
Galium odoratum

Galium és un gènere d'unes 400 espècies de plantes fanerògames anuals de la família de les Rubiaceae. El nom "espunyidella" (Principat) "espunyidera" (País Valencià, Terres de l'Ebre i Matarranya) o "espinadella" (Illes Balears) prové d'espunyir o esprémer amb els punys les plantetes, després de remullar-les un temps, per a extreure'n el líquid.

## Ecologia
Les espunyidelles es troben a les zones de clima temperat de l'Hemisferi nord i de l'Hemisferi sud.
Les fulles de moltes plantes del gènere Galium constitueixen l'àpat de les erugues de molts lepidópters, de les famílies Geometridae, Sphingidae i Noctuidae, com el bufaforats.

## Usos
L'espunyidella groga Galium verum fou utilitzada antigament per a quallar la llet i també per a tenyir roba de vermell.

## Taxonomia
Moltes es coneixen amb el nom genèric d'"espunyidella" o d'"espunyidera".
- Galium aetnicum
- Galium album - espunyidera blanca, herba espunyidera
- Galium andrewsii
- Galium angulosum
- Galium angustifolium
- Galium aparine - apegalosa, apegalós, amor d'hortolà, rèvola, herba de gallina, llepassa
- Galium arenarium
- Galium arkansanum
- Galium asprellum
- Galium australe
- Galium azuayicum
- Galium baldense
- Galium balearicum - espinadella mallorquina
- Galium bifolium
- Galium bolanderi
- Galium boreale - espunyidella nòrdica
- Galium brevipes
- Galium buxifolium
- Galium californicum
- Galium catalinense
- Galium clementis
- Galium ciliare
- Galium circaezans
- Galium cometerrhizon - espunyidella de pedrusca
- Galium concinnum
- Galium constrictum
- Galium corrudaefolium
- Galium cruciatum
- Galium debile
- Galium divaricatum
- Galium ecuadoricum
- Galium elongatum
- Galium firmum
- Galium flaccidum
- Galium fleurotii
- Galium fosbergii
- Galium friedrichii - rèvola de penya
- Galium gaudichaudii
- Galium glaucum
- Galium grande
- Galium grayanum
- Galium hypocarpium
- Galium kamtschaticum
- Galium labradoricum
- Galium lanceolatum
- Galium longifolium
- Galium lucidum - espunyidella blanca
- Galium maritimum - espunyidella peluda
- Galium matthewsii
- Galium mexicanum
- Galium migrans
- Galium multiflorum
- Galium murale
- Galium nigroramosum
- Galium normanii
- Galium obliquum
- Galium obtusum
- Galium odoratum - reina dels boscs, espunyidella d'olor
- Galium oelandicum
- Galium olympicum
- Galium palustre - espunyidera de marjal
- Galium parisiense - espunyidella de París
- Galium pilosum
- Galium porrigens
- Galium pumilum - espunyidella papil·losa
- Galium pyrenaicum - espunyidella dels Pirineus
- Galium ruwenzoriense
- Galium rotundifolium - espunyidella de fulla rodona, espunyidera de fulla redona
- Galium rubioides
- Galium rubrum
- Galium saxatile
- Galium schultesii
- Galium spurium - espunyidella menuda, apegalós menut
- Galium sterneri
- Galium suecicum
- Galium sylvaticum
- Galium tinctorium
- Galium tricornutum - rèvola de tres fruits, espunyidella triflora
- Galium trifidum
- Galium triflorum
- Galium truniacum
- Galium uliginosum - espunyidella aquàtica
- Galium valdepilosum
- Galium verum - espunyidella groga, quallallet
- Galium verrucosum - espunyidella berrugosa, rabosa